# Акоп Акопян (письменник)
Ако́п Мнаца́канович Акопя́н (вірм. Հակոբ Հակոբյան Մնացականի; нар. 29 травня 1866, Гянджа — пом. 13 листопада 1937) — вірменський радянський письменник, основоположник вірменської пролетарської літератури. Народний поет Вірменської РСР та Грузинської РСР (з 1923).

## Біографія
Народився в сім'ї ремісника у місті Гянджа. Виключений з гімназії за вільнодумство; працював на нафтових промислах, був службовцем Тифліського банку.

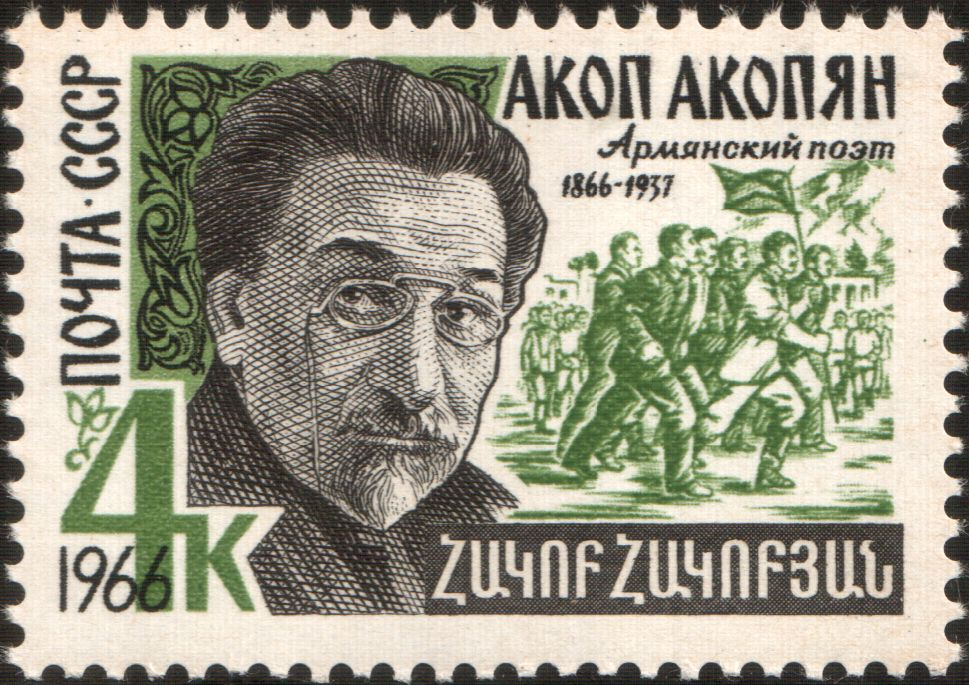
Поштова марка СРСР 1966 р., присвячена сторіччю поета

## Громадська діяльність
Громадська і літературна діяльність тісно пов'язана з революційною боротьбою пролетаріату. Акопян — один з перших пропагандистів марксизму у Вірменії. Член РСДРП з 1904.

## Творча діяльність
Писати почав 1893. Вірші Акопяна (збірки «Пісні праці», 1906; «Революційні пісні», 1907) знаменували народження вірменської пролетарської поезії. Поеми «Новий ранок» (1909), «Червоні хвилі» (1911) присвячені революційному рухові на Закавказзі; «Рівність» — твір про майбутнє соціалістичне суспільство — є зразком революційного романтизму у вірменській літературі. В 1914, за прикладом Горького, об'єднав революційних письменників, видавав перші вірменські альманахи: «Альбом робітника», «Червоні гвоздики». Соціалістичне перетворення Вірменії малює в поемах: «Боги заговорили» (1922), «Ширканал — більшовик» (1924), «Волховбуд» (1928), «Астхік» (1934) та ін. Широко відомі його літературні спогади та «Спогади агітатора».
Перекладач Пушкіна, Горького, Бєдного та ін. Вірші Акопяна перекладено українською, російською, грузинською, азербайджанською мовами.

## Твори
- Українські переклади — В кн.: Тичина П. Г. Вибрані твори, т. 3. К., 1947;
- В кн.: Радянська література народів СРСР. К., 1952;
- Російські переклади — Сочинения. М., 1956.